# كريستوفر نيكسون كوكس
كريستوفر نيكسون كوكس (بالإنجليزية: Christopher Nixon Cox)‏ هو محامي أمريكي، ولد في 14 مارس 1979 في نيويورك في الولايات المتحدة.